# Liberálně-demokratická strana Ruska
Liberálně-demokratická strana Ruska (rusky Либерально-демократическая партия России, ЛДПР) je ruská parlamentní strana vzniklá roku 1989. Předsedou strany byl Vladimir Žirinovskij.

V. Putin a V. Žirinovskij (2008)

## Charakteristika a zapojení do politického systému
Tato strana bývá označována za krajně pravicovou a populistickou. Sama sebe vnímá jako středovou a reformní sílu. „Liberální demokraté“ zastávají pozice ruského nacionalismu a imperialismu (Žirinovskij podporoval anexi Polska, Aljašky a Finska podle hranic carského Ruska), dále požadují kontrolu státu nad půdou, zákaz „netradičních“ náboženských sekt, státní vlastnictví ekonomicky strategických odvětví a radikální reformu justice. Předseda strany Žirinovskij také proslul protižidovskými výstupy, ačkoliv bylo poukazováno na jeho židovský původ. Stejně jako v ostatních postkomunistických státech nastala v Rusku po pádu komunismu příznivá situace pro ultrapravici (v prvních volbách v roce 1993 tak LDSR obdržela přes 14 % a skončila druhá), elektorát nad 10 % si udržuje (s jistými výkyvy) i nadále. Oficiální statistiky uvádí počet členstva na 19 000. Strana má také vlastní hymnu: na melodii ruské hymny složil text Peregudov. V dubnu 2007 předseda strany podepsal Chartu proti extremismu. Oficiální mezinárodní vztahy nejsou známé, v praxi dochází ke styku s evropskou ultrapravicí (např. Front national, SPR-RSČ či Národní demokracie).

## Volební výsledky

### Státní Duma
| Volby | Hlasy      | %     | mandáty |
| ----- | ---------- | ----- | ------- |
| 1993  | 12 318 562 | 14,3  | 64      |
| 1995  | 7 737 431  | 11,2  | 51      |
| 1999  | 3 990 038  | 5,98  | 17      |
| 2003  | 6 943 885  | 11,45 | 36      |
| 2007  | 5 659 038  | 8,14  | 40      |
| 2011  | 6 154 630  | 10,26 | 56      |

### Prezidentské volby
| Volby | Kandidát             | Počet hlasů | %    |
| ----- | -------------------- | ----------- | ---- |
| 1991  | Vladimir Žirinovskij | 6 211 007   | 7,81 |
| 1996  | Vladimir Žirinovskij | 4 311 479   | 5,7  |
| 2000  | Vladimir Žirinovskij | 2 026 509   | 2,7  |
| 2004  | Oleg Mališkin        | 1 405 315   | 2,02 |
| 2008  | Vladimir Žirinovskij | 6 988 510   | 9,35 |
| 2012  | Vladimir Žirinovskij | 4 458 103   | 6,22 |
| 2018  | Vladimir Žirinovskij | 4 155 168   | 5,65 |